# Daimler-Motoren-Gesellschaft
La Daimler-Motoren-Gesellschaft (abbreviato DMG) fu un'industria tedesca, esistita con questo nome dal 1890 al 1926, attiva nella produzione di motori e autovetture complete.

## Storia

### Gli albori dell'azienda

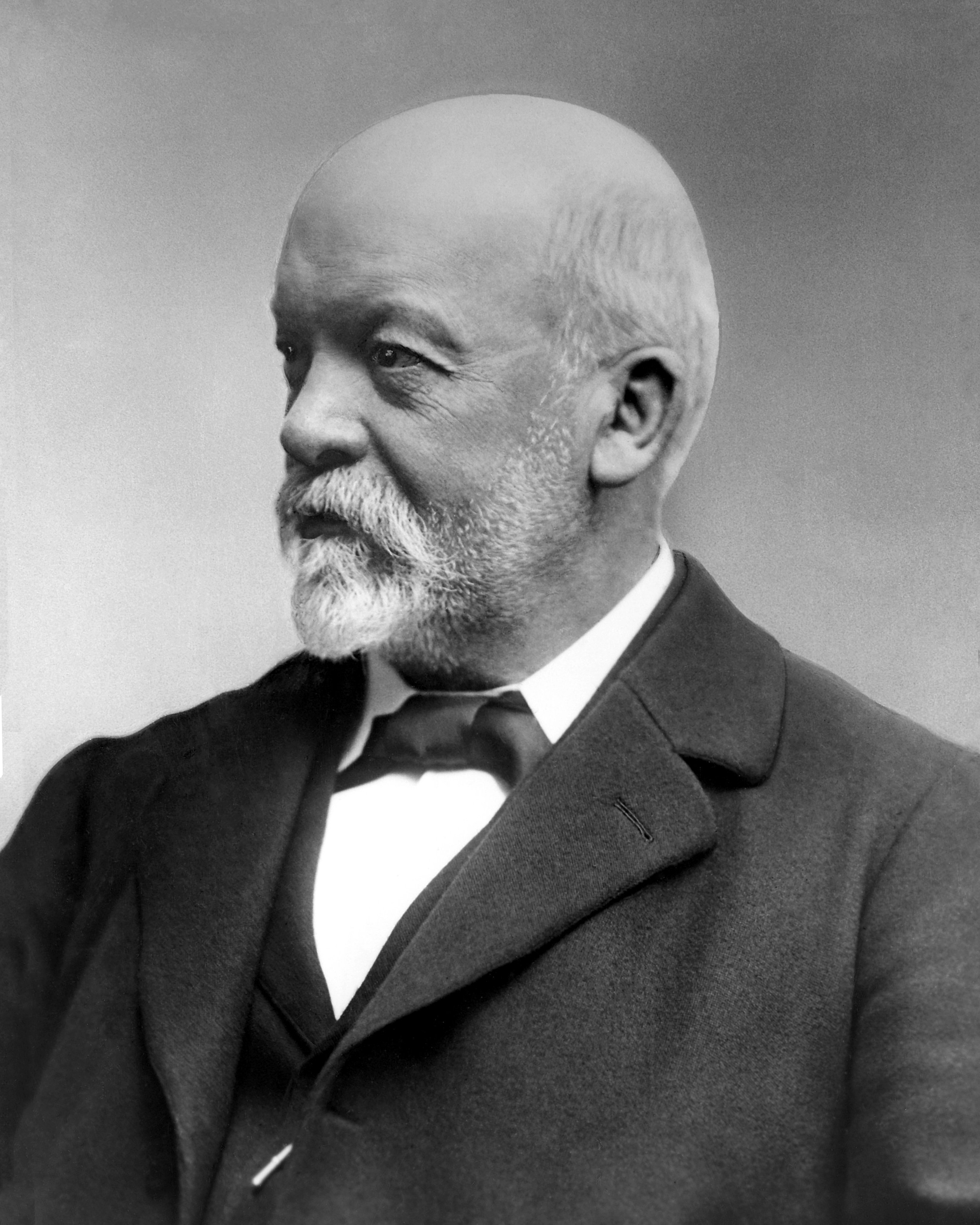
Gottlieb Daimler

I semi da cui sarebbe nata e si sarebbe sviluppata la DMG vennero gettati nel 1882 da Gottlieb Daimler e dal suo fido collaboratore Wilhelm Maybach, quest'ultimo un personaggio a dir poco geniale in grado di trasformare in realtà anche i progetti apparentemente più arditi. I due, con una grande esperienza tecnica alle spalle, avevano già lavorato assieme in altre aziende, per cui si conoscevano benissimo ed avevano grande stima l'uno verso l'altro. Dopo aver lasciato la Deutz Gasmotorenfabrik, dove avevano lavorato per anni perfezionando alcuni tipi di motore, Daimler acquistò una tenuta dove andare a vivere con la famiglia e nella quale adibì una grande serra preesistente ad officina, dove sperimentare i suoi motori. Assieme a Maybach, Daimler continuò nella sua attività, pur non avendo ancora una vera e propria ditta intestata a suo nome.

Dopo i primi esperimenti coronati da successo e culminati con la realizzazione della Reitrad, la prima motocicletta della storia, i due riuscirono nel 1886 a realizzare e brevettare anche una vettura costituita da una carrozza con un motore montato nella zona posteriore e denominata Motorkutsche. Daimler e Maybach cominciarono a divenire famosi in tutta la Germania e gli ordini per dei motori, già abbastanza frequenti in precedenza da permettere loro di sbarcare il lunario e continuare con i loro progetti, si fecero a questo punto più consistenti.
Nel 1887 Gottlieb Daimler acquistò un terreno con edificio fabbrica della già galvanica "Zeitler & Missel" in Ludwigstraße 67 (oggi Kreuznacher Straße) a Stoccarda-Bad Cannstatt quartiere Seelberg, nel novembre 1890 fondarono con l'aiuto finanziario di Max Duttenhofer e Wilhelm Lorenz la Daimler-Motoren-Gesellschaft. Dal 1893 costruirono materiale ferroviario per il Baden-Württemberg, la Svizzera e Ungheria a Cannstatt (s.a. Illustrierte Zeitschrift für Klein- und Strassenbahnen und 1887 die Ausstellungsbahn „Daimler-Wagonnet“ im Mercedes-Benz-Museum in Stuttgart-Untertürkheim). Il primo modello del dicembre 1893 ebbe 24+8 posti con un motore 14 HP a quattro cilindri.

### I contatti con la Francia
Daimler voleva sfruttare ogni canale propagandistico per promuovere le invenzioni sue e del suo collaboratore. Perciò fu presente in svariate manifestazioni e fiere, come per esempio l'Esposizione Universale di Parigi del 1889, dove venne esposta la Stahlradwagen. La vettura attirò le attenzioni di Madame Louise Sarazin, vedova di Edouard Sarazin che dopo la morte del marito aveva praticamente preso in mano le redini dell'azienda, dedita anch'essa ai motori ed ai veicoli motorizzati. Madame Sarazin strinse un accordo con Daimler allo scopo di ottenere i diritti sui suoi motori. Madame Sarazin avrebbe dovuto distribuire i motori alla neonata Panhard & Levassor, ma in realtà nel 1890 ella finì con lo sposare Emile Levassor, uno dei due fondatori della Casa francese, rendendo così più stretti i rapporti tra questa e Gottlieb Daimler stesso. L'accordo, pochissimo tempo dopo, avrebbe finito anche con il favorire un'altra Casa francese nascente, la Peugeot, che ottenne anch'essa di poter disporre dei motori Daimler. Inoltre, da qui ai successivi sei anni, Daimler avrebbe aperto altre filiali in vari punti dell'Europa e persino a New York.

### Nasce la Daimler-Motoren-Gesellschaft

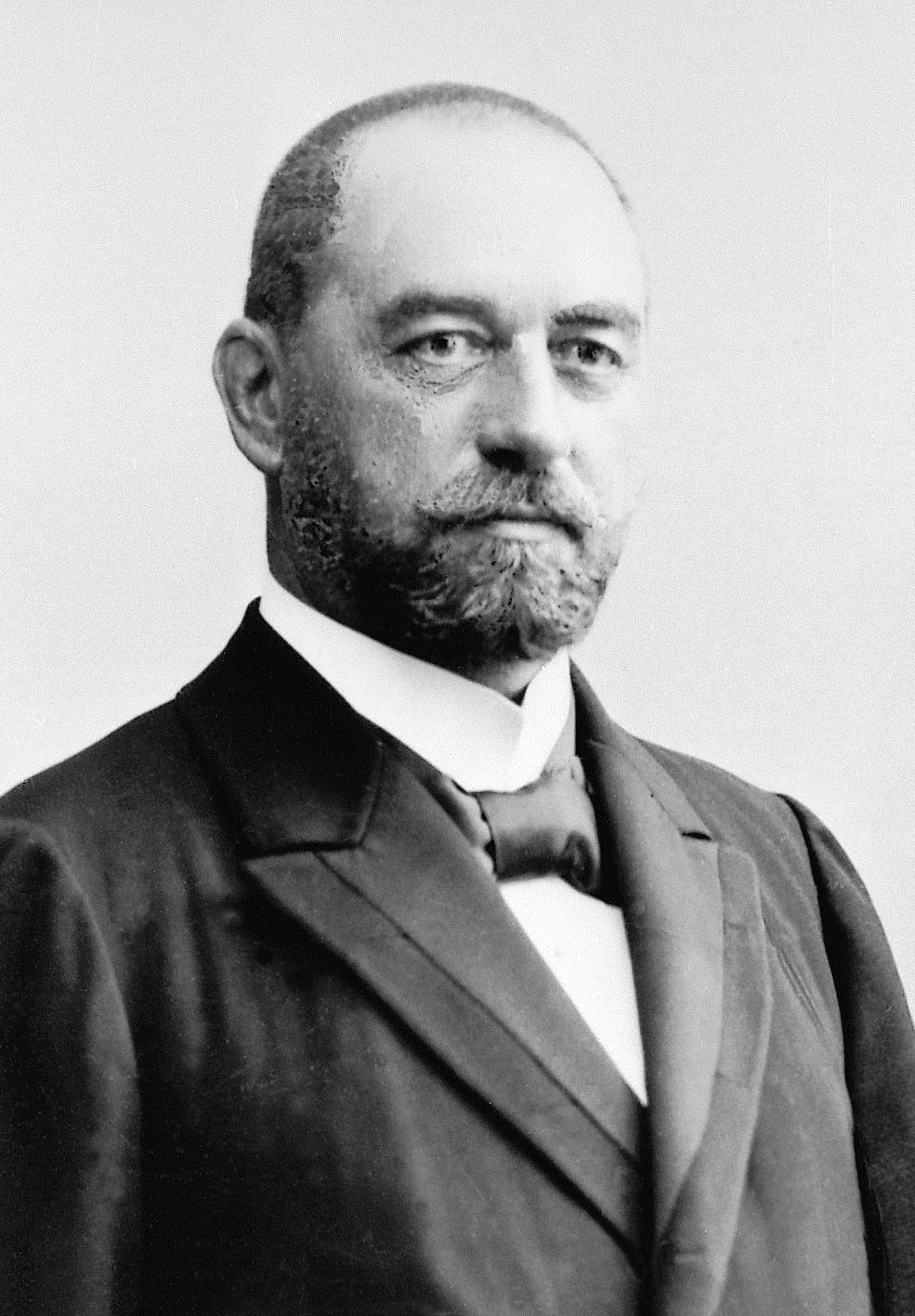
Max von Duttenhofer

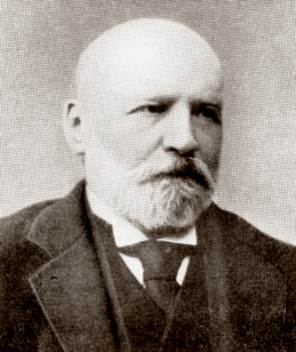
Wilhelm Lorenz

In realtà, però, gli affari non andavano benissimo per vari motivi, primo fra tutti la difficoltà del mercato di allora a metabolizzare un'invenzione recente come il motore a combustione interna, tantomeno il concetto stesso di autovettura, vista all'epoca da molti come un mezzo pericoloso. Inoltre, gli stessi committenti erano agli inizi di quella che si sarebbe sviluppata come la grande industria automobilistica, per cui anche a loro occorreva del tempo per mettere a punto i telai delle loro "carrozze motorizzate". Daimler, dal canto suo, non era intenzionato a costruire automobili, se non sporadicamente, ma semplicemente motori da inviare ai committenti interessati.
I veicoli finiti che realizzava erano spesso destinati ad un uso pubblicitario: non vi furono solo vetture come la Stahlradwagen, ma anche imbarcazioni e mezzi su rotaia equipaggiati da suoi motori. Addirittura, già nel 1888, un motore Daimler venne adattato per essere applicato per la prima volta ad un aerostato, trasformando per la prima volta al mondo una normale mongolfiera nel prototipo del primo dirigibile. Più tardi, nel 1897 il Dr. Woelflin volò sopra Berlino ancora grazie ad un motore DMG. Le stesse filiali aperte in Europa e a New York erano state volute da Daimler per dare maggior visibilità al prodotto, ma il ritorno economico, sebbene ci fosse stato, era ancora insufficiente per poter fare prendere il volo all'azienda.
Fu a questo punto che l'attività di Daimler finì con il cadere sotto l'occhio di Kilian Steiner, un banchiere senza scrupoli che aveva come progetto quello di impossessarsi man mano di varie aziende spesso in difficoltà economiche per mettere le mani sui loro patrimoni tecnici ed economici e sfruttarli a proprio vantaggio. Con l'attività di Daimler si mosse mandando da lui due prestanome: Max von Duttenhofer e Wilhelm Lorenz. Questi due loschi personaggi erano anche soci di due aziende che producevano armi e munizioni, ed erano pure associati alla Banca Reale del Württemberg, di cui Steiner era il grande capo. Duttenhofer e Lorenz illustrarono a Daimler i grandi vantaggi nell'aprire una società per azioni e che per fare ciò loro erano disposti ad aiutarlo economicamente, investendo in quote sociali. Daimler, che per la verità, nella sua grande intelligenza, peccava di un po' ingenuità su alcuni punti, acconsentì. Fu così che nacque la Daimler-Motoren-Gesellschaft, con Daimler, Duttenhofer e Lorenz soci fondatori, Karl Linck come responsabile commerciale e Wilhelm Maybach come capo progettista.

### L'Hotel Hermann

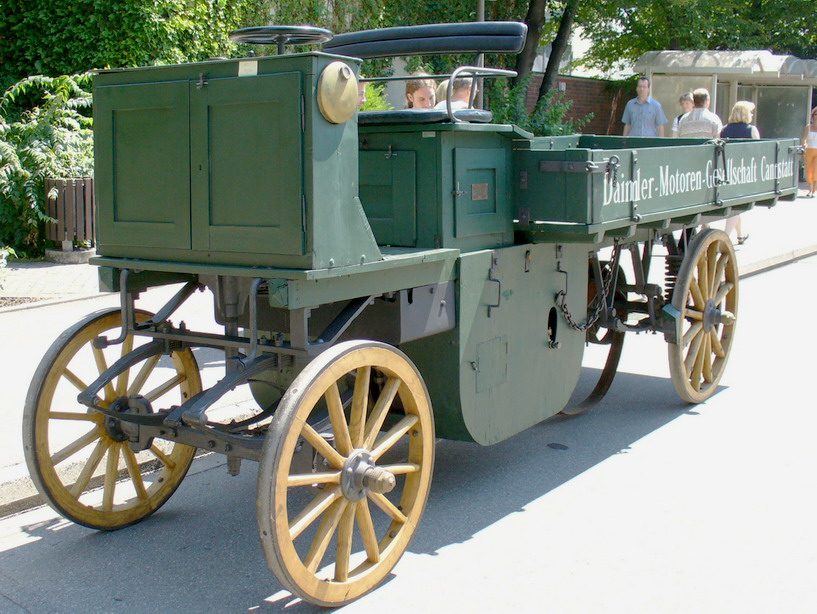
Il Daimler Motor Lastwagen, il primo autocarro della storia

Subito dopo la fondazione cominciarono i primi problemi: Duttenhofer e Lorenz entrarono in contrasto con Daimler perché erano intenzionati a concentrare l'attività dell'azienda nella costruzione di motori stazionari, anziché per mezzi di trasporto, fatto che a Daimler non andava giù. Di volta in volta i rapporti divenivano sempre più aspri. Nel frattempo l'attività andava avanti: il 1892 fu l'anno in cui venne venduta la prima vettura completa costruita dalla DMG, ma purtroppo fu anche l'anno in cui i disaccordi arrivarono ad un punto tale che Daimler, accortosi dell'errore commesso nell'accettare i due infidi personaggi come fondatori, raccolse i più fidati collaboratori, compresi Maybach e Linck, e trasferì la sua attività in un'ala dell'Hotel Hermann, poco distante, dove rimasero per circa tre anni.
Durante questo periodo, a Cannstatt, von Duttenhofer e Lorenz nominarono Max Schroedter come capo progettista al posto di Maybach e la loro attività si concentrò principalmente sui motori stazionari, che però non portava sufficienti ritorni economici, pur avendo ordini da ogni parte del mondo. Sul fronte delle vetture, invece, i clienti si lamentavano della scarsa affidabilità dei motori e della qualità costruttiva dei telai. Gli affari, quindi, erano tutt'altro che floridi, basti pensare che nel 1894 l'azienda aveva un debito di 385 000 marchi e che nei tre anni senza Daimler e Maybach, l'azienda costruì solo 15 vetture.
La situazione era tale che alcuni rappresentanti dell'azienda, tra cui l'inglese Simms, si dichiararono intenzionati ad acquistare la licenza dei motori per 350 000 marchi a condizione di far rientrare Daimler e la sua squadra ai ruoli originari ed al più presto possibile. Con disappunto, i due furono costretti a riammettere Daimler e i suoi nell'organico. Maybach fu riassunto, ma stavolta come direttore tecnico, entrando così anche a far parte del Consiglio di Amministrazione e Daimler ricevette un cospicuo risarcimento e tornò alla sua azienda come ispettore generale. Dopo un adeguato riassetto aziendale, gli affari tornarono in attivo.
Di quegli anni, fu la costruzione del motore Phoenix ed il lancio della Phoenix-Wagen, una vettura che riscosse un discreto successo e che venne impiegata anche nelle competizioni, sebbene profondamente rivisitata. Inoltre, nel 1896, la giovane azienda tedesca diede i natali al primo autocarro della storia, il Daimler Motor Lastwagen, costituito da un pianale di carico con quattro ruote da carrozza ed un posto guida anteriore sistemato in posizione rialzata. Il motore, un bicilindrico sistemato in posizione anteriore, erogava circa 4 CV.

### La morte di Daimler
Ma Duttenhofer non si diede per vinto, anzi: con Kilian Steiner fonda a Berlino la Motorwagen GmbH, un'azienda che misteriosamente, pochissimo tempo dopo, ricevette il nulla osta firmato da Daimler per la costruzione e la commercializzazione di autovetture equipaggiate con i suoi motori. Solo che Daimler era completamente ignaro del fatto e gli incartamenti che autorizzavano la Motorwagen a tali attività erano dei falsi creati da Duttenhofer in persona. Il fatto era che le autovetture della Motorwagen venivano vendute a prezzi sensibilmente più bassi, andando così ad instaurare un regime di concorrenza sleale ai danni della DMG, che vide così i suoi introiti tornare ad essere preoccupanti.
Inoltre Duttenhofer e Lorenz, ancora presenti nel Consiglio di Amministrazione, falsificarono i bilanci della stagione 1898-99, in maniera tale che Daimler, a cui spettava un premio di produzione, non ricevesse in realtà alcun riconoscimento economico. Tutti questi fatti aggravarono i preesistenti disturbi cardiaci di Daimler, che nel 1899 fu costretto a stare lontano dal lavoro. Nell'autunno dello stesso anno, durante il collaudo di un'autovettura, ebbe un nuovo malore e cadde fuori dal veicolo. Nel gennaio del 1900, dopo l'ennesimo dispiacere, Daimler provò ad affrontare Duttenhofer in privato, ma dal colloquio ne uscì moralmente ancora più a pezzi, tanto che fu costretto a stare a letto, lontano dal lavoro, finché il 6 marzo non avvenne il suo decesso.

### La nascita della Mercedes

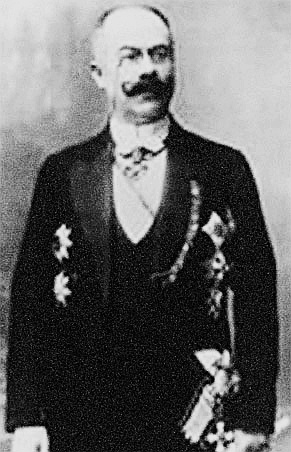
Emil Jellinek

Dopo la morte di Daimler, Maybach decise di rimanere nell'azienda, anche perché non aveva molta altra scelta. La decisione, alla fine, si rivelerà quella giusta. Ai funerali di Daimler, Duttenhofer non partecipò, ed anzi, meditò di lasciar fuori dall'azienda l'intera famiglia Daimler. Ma in ciò non sarebbe riuscito: il 14 agosto del 1903, per ironia della sorte, anche Duttenhofer morì di infarto. Ma prima di ciò, erano successi altri fatti ancor più significativi, che avevano la loro origine nell'ingresso alla DMG di un personaggio eclettico che avrebbe dato una svolta alla produzione automobilistica della DMG e non solo. Questo personaggio era Emil Jellinek, console austro-ungarico a Nizza, uomo assai ricco ed influente, con uno spiccato senso per gli affari e grande appassionato di automobili e corse automobilistiche.
Egli comparve per la prima volta presso la DMG già nel 1897, ordinando vetture da corsa per partecipare a quelle che erano tra le prime competizioni automobilistiche della storia. Via via, richiedeva vetture sempre più potenti e prestanti, fino a che non impose alla DMG un suo progetto per una vettura da competizione di sua ideazione. Chiese anche che la vettura venisse battezzata con il nome della sua figlia prediletta: Mercedes. Fu così che il nome Mercedes venne registrato come marchio nel 1902, anche se la prima vettura destinata a portare tale nome, la 35PS, era già stata introdotta l'anno precedente.
Mentre le autovetture prodotte dalla DMG cominciarono ad utilizzare il nuovo marchio, gli altri veicoli (autocarri, autobus, ecc.) mantennero il marchio Daimler. Oltre a ciò, già da qualche anno, era cominciata la fornitura di motori DMG al conte Ferdinand Graf von Zeppelin, che aveva aperto una azienda per la costruzione di dirigibili. Si chiudeva così il cerchio cominciato a tracciare da Gottlieb Daimler, e che prevedeva di affermare il dominio motoristico della DMG nei trasporti su terra, acqua e aria.

### Maybach lascia la DMG

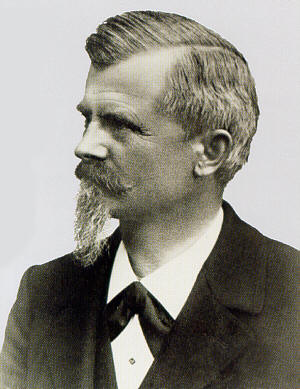
Wilhelm Maybach

Il 1903 non fu solo l'anno in cui Duttenhofer morì, ma anche quello del devastante incendio alla fabbrica di Cannstatt, avvenuta due mesi prima, nella notte del 9 giugno. L'intero capannone andò distrutto, e con esso anche quasi tutte le autovetture in esso custodite. Tra queste vi erano anche alcuni esemplari destinati alle gare. Nessuno seppe mai come ciò sia potuto accadere.
La fabbrica venne riaperta ad Untertürkheim, un altro sobborgo di Stoccarda che ancor oggi ospita le linee di montaggio delle vetture Mercedes-Benz. Questo nuovo impianto vide anche l'introduzione di soluzioni atte a garantire la miglior qualità di vita possibile ai dipendenti. Fu allestita una stanza in cui venivano prodotte e confezionate limonate per dissetare il personale, che tra l'altro disponeva anche di un'ampia cucina per scaldare gli alimenti che portavano da casa. Inoltre, i dipendenti potevano contare anche su un indennizzo in caso di malattia.
Ma non tutto era rose e fiori: fintanto che era in vita, Duttenhofer, che era stato mortalmente ostile verso Daimler, aveva preso invece sotto la sua ala protettiva Wilhelm Maybach. Ma dopo la sua morte, nel 1903, cominciarono gli atteggiamenti ostili verso Maybach da parte di Lorenz, che era invidioso del genio del direttore tecnico della DMG. Cominciò così una serie di angherie che culminarono il 15 febbraio 1907 con le dimissioni di Maybach.
Fino al 1909, la DMG era fornitrice esclusiva di motori per i dirigibili costruiti dal conte von Zeppelin. Ma a partire da quell'anno, quest'ultimo fondò con Maybach una nuova azienda, la Luftfahrzeug-Motorenbau GmbH. Da quel momento venne sospesa ogni ordinazione alla DMG, dal momento che il genio dei motori era presente già nella nuova azienda: fu una rivincita di Maybach nei confronti della DMG.

### L'era di Paul Daimler e la nascita della Daimler-Benz

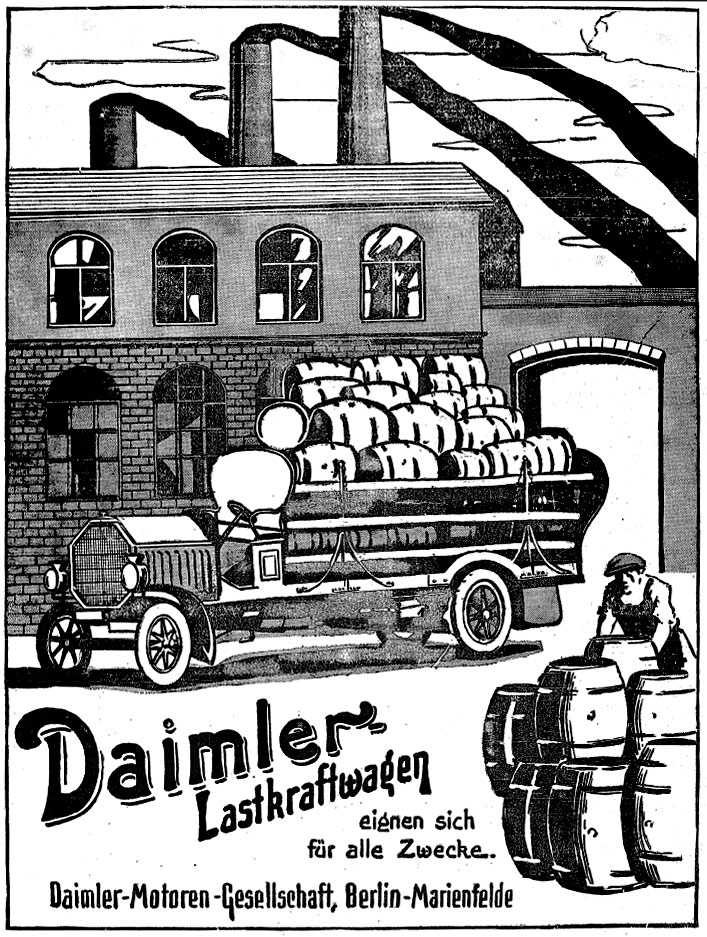
Pubblicità del 1913 di un autocarro Daimler

Al posto di Maybach, come direttore tecnico, venne chiamato Paul Daimler, figlio di Gottlieb, che già aveva avuto modo di lavorare per qualche tempo alla DMG nel periodo in cui le condizioni del padre stavano progressivamente aggravandosi. Successivamente fu inviato a Vienna a dirigere la Austro-Daimler, per poi venire richiamato nel 1906 per il passaggio di consegne con Maybach. Il suo ruolo divenne quindi effettivo solo dopo che Maybach ebbe lasciato l'azienda. Nel frattempo la produzione andò avanti ed oltre a quella delle autovetture, non venne trascurata neppure la costruzione di autocarri, via via sempre più modernizzati, ai quali si aggiunse anche quella degli autobus. Fu del 1908 il lancio di uno dei primi autobus a muso lungo, il Daimler D4, dotato di posto a sedere per una dozzina di persone.
Il 1908 fu anche l'anno in cui Paul Daimler cominciò ad interessarsi ai motori Knight con valvole a fodero. L'anno successivo, il primo modello dotato di tale motore venne posto in commercio. Il successo non tardò ad arrivare e nei dieci anni successivi furono vendute oltre 5000 Mercedes con motore Knight. La produzione andò avanti fino al 1923.
Lo scoppio della prima guerra mondiale non mise in ginocchio un'azienda come la DMG, in grado praticamente di costruire qualunque mezzo di trasporto. Durante il periodo bellico, la produzione automobilistica rallentò infatti notevolmente, ma quella di camion, autobus, trattrici e motori per aviazione subì una decisa impennata. In particolare, la fabbrica di Sindelfingen produsse un elevato numero di motori per equipaggiare dirigibili ed aerei della Luftstreitkräfte.
Fu solo alla fine del conflitto, con il conseguente Trattato di Versailles che impediva alle fabbriche tedesche di costruire aerei, motori per aviazione ed armi, che la DMG dovette fare i conti con la nuova riconversione alla produzione automobilistica e con un'inflazione galoppante che stava mettendo in ginocchio parecchie aziende in tutti i settori e che nello specifico stava creando parecchi problemi alla DMG, la quale doveva trovare una soluzione ai suoi numerosi dipendenti da stipendiare. Fu in questo periodo che cominciò a farsi strada nella mente dei vertici DMG la possibilità di fondersi assieme alla Benz & Cie., un'altra Casa automobilistica tedesca, anch'essa pioniera dell'auto come la DMG, e purtroppo anch'essa in cattive acque dopo le negative conseguenze economiche portate dalla Grande Guerra. Il primo accordo preliminare fu stretto nel 1924, ma fu solo il 28 giugno 1926 che le due Case automobilistiche si fusero assumendo la nuova denominazione di Daimler-Benz ed utilizzando per le proprie automobili il famoso marchio Mercedes-Benz.

## Le filiali Daimler
Come già accennato, la DMG ha avuto filiali e rappresentanti in diverse zone d'Europa ed addirittura a New York. Nate in momenti diversi, ma quasi tutte entro la fine del XIX secolo, avevano il compito di allargare il giro di affari di Gottlieb Daimler e di dare maggior visibilità ai prodotti della Casa tedesca.

### Stati Uniti
Le radici della nascita della filiale Daimler a New York risalivano al 1876, anno in cui Wilhelm Maybach intraprese un viaggio di lavoro negli States durante il quale fece visita al fratello Karl, che viveva proprio a New York e lavorava presso la Steinway & Sons. Dopo aver avuto modo di conoscere William Steinway, il titolare, si strinsero i rapporti con Maybach, rapporti che vennero mantenuti fino a che nel 1888 Gottlieb Daimler si recò di persona oltreoceano per proporre a Steinway di costruire e commercializzare vetture Daimler negli Stati Uniti. L'affare andò in porto ed il 28 settembre 1888 nacque la Daimler Motor Company statunitense.

### Gran Bretagna
L'anno seguente, Daimler si recò a Brema per incontrarsi con Frederick Simms, un ingegnere britannico affascinato dai motori Daimler che ne ordinò un sostanzioso quantitativo. Nacque così un rapporto di amicizia tra i due che culminò nel maggio del 1893 (quando Daimler era all'Hotel Hermann) con la nascita della Daimler Motor Syndicate Ltd., fabbrica con sede a Coventry. Il fondatore fu proprio quel Simms che premette affinché Daimler lasciasse l'Hotel Hermann e tornasse alla DMG.

Nel 1895 Lawson, un uomo d'affari britannico, acquisì la licenza da Gottlieb Daimler per costruire autoveicoli equipaggiati col suo motore a scoppio. Il 14 gennaio 1896, Lawson rilevò l'azienda di Simms per fondare la Daimler Motor Company, a sua volta rivenditrice di vetture Daimler. Al termine della prima guerra mondiale, la fabbrica divenne indipendente: attualmente è nota per produrre versioni particolarmente lussuose di alcune Jaguar.

### La Austro-Daimler
La Austro-Daimler era una Casa automobilistica austriaca fondata nel 1899 come sussidiaria della Daimler Motoren Gesellschaft di Stoccarda. Inizialmente la produzione rispecchiava quella della Casa madre, ma nel 1909 la Casa austriaca divenne indipendente, forte anche dell'apporto di un giovane Ferdinand Porsche, alle dipendenze dell'Austro-Daimler dal 1906. Il periodo a cavallo tra la fine degli anni '900 e l'inizio degli anni dieci fu costellato anche di diversi successi sportivi, ottenuti in particolare grazie al modello Prinz-Heinrich, che prendeva il nome dalla gara automobilistica tedesca voluta dal Principe Enrico di Prussia, fratello dell'allora imperatore tedesco Guglielmo II.
Con lo scoppio della prima guerra mondiale la produzione venne convertita per scopi bellici. La fine del conflitto segnò l'inizio del declino per l'Austro-Daimler, assai provata dalla guerra. Lo stesso Ferdinand Porsche rimase in servizio alla Austro-Daimler ancora per alcuni anni, per poi passare nel 1923 alla Daimler di Stoccarda. Per la Casa austriaca, invece, vi furono scarsi consensi e successi commerciali sporadici e tiepidi, culminati nel 1928 nella fusione con la "Puch", dando luogo alla "Austro-Daimler-Puchwerke". Questa nel 1934 si fuse con la "Steyr", prendendo il nome di Steyr-Daimler-Puch.

### Italia
La Daimler ebbe anche un rappresentante in Italia: Davide Federman, rappresentante della Daimler a Torino, che in seguito, assieme a Giovanni Agnelli e Roberto Biscaretti di Ruffia, avrebbe dato vita alla FIAT. La storia del suo punto vendita Daimler fu quindi più breve di quella degli altri.

## Autovetture prodotte dalla Daimler Motoren Gesellschaft
La produzione automobilistica della Daimler, intesa con il marchio stesso, è stata piuttosto limitata, poiché si è protratta per un arco di tempo relativamente breve e compreso tra il 1886 ed il 1903: già nel 1901 fu lanciata la prima vettura con marchio Mercedes (all'epoca non ancora unito al marchio Benz), marchio creato dalla stessa Daimler, il quale avrebbe in poco tempo soppiantato il marchio originale.

Di seguito vengono mostrate le vetture prodotte dalla Daimler Motoren Gesellschaft:
- Daimler Motorkutsche;
- Daimler Stahlradwagen;
- Daimler Schroedter-Wagen;
- Daimler Riemenwagen;
- Daimler Phoenix-Wagen.

Oltre a questi modelli, che recano il marchio Daimler, vanno inclusi anche i modelli prodotti con marchio Mercedes, che venivano comunque prodotti dalla Daimler Motoren Gesellschaft all'interno dei propri impianti.

## Galleria d'immagini

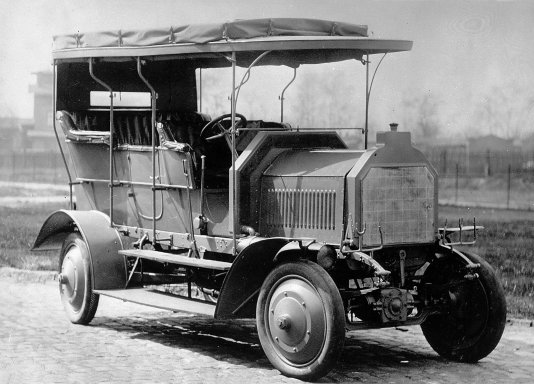
Dernburg-Wagen del 1907
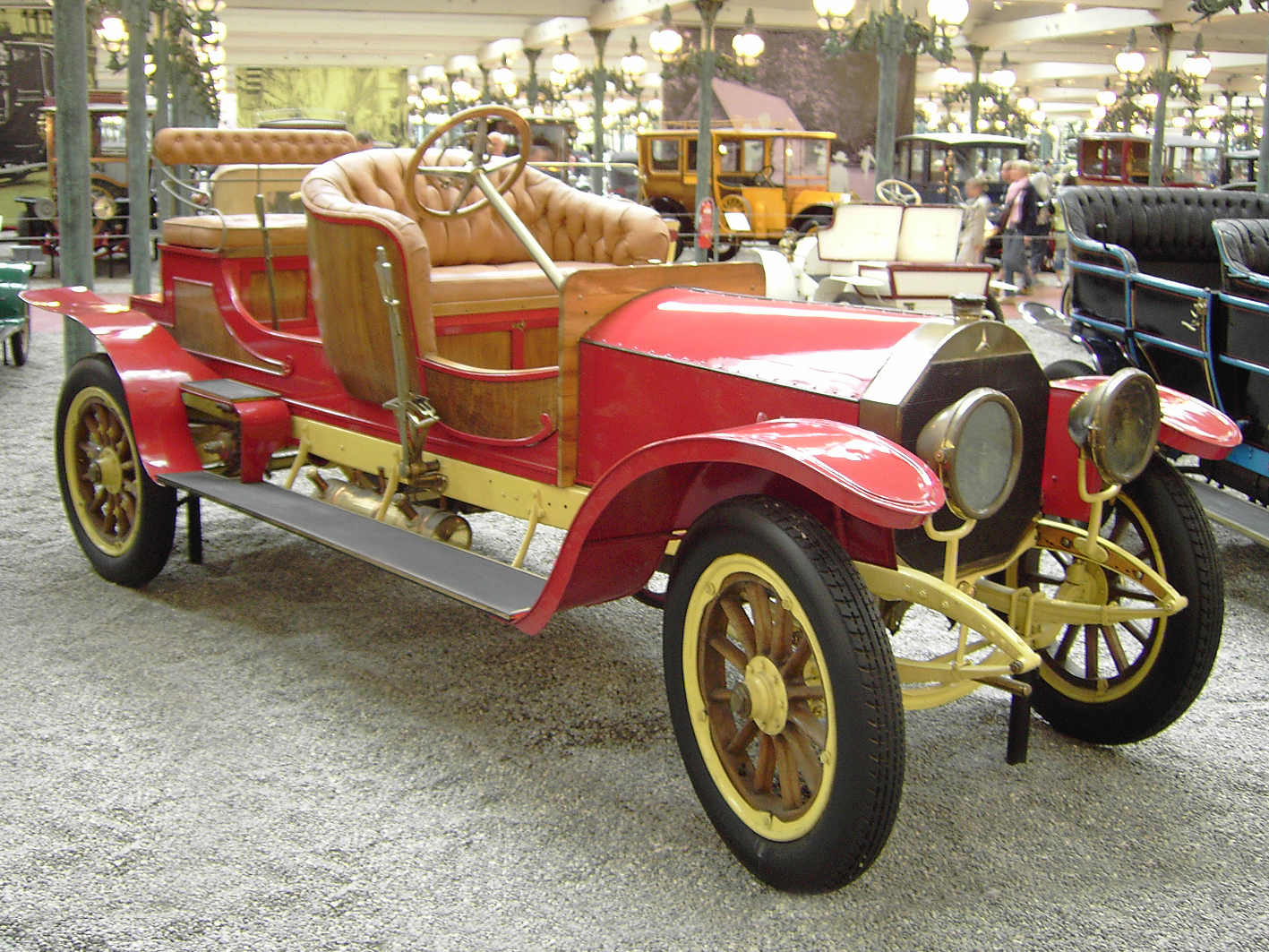
28/50 PS Doppelphaeton presso Cité de l’Automobile – Musée National – Collection Schlumpf di Mülhausen, 1905
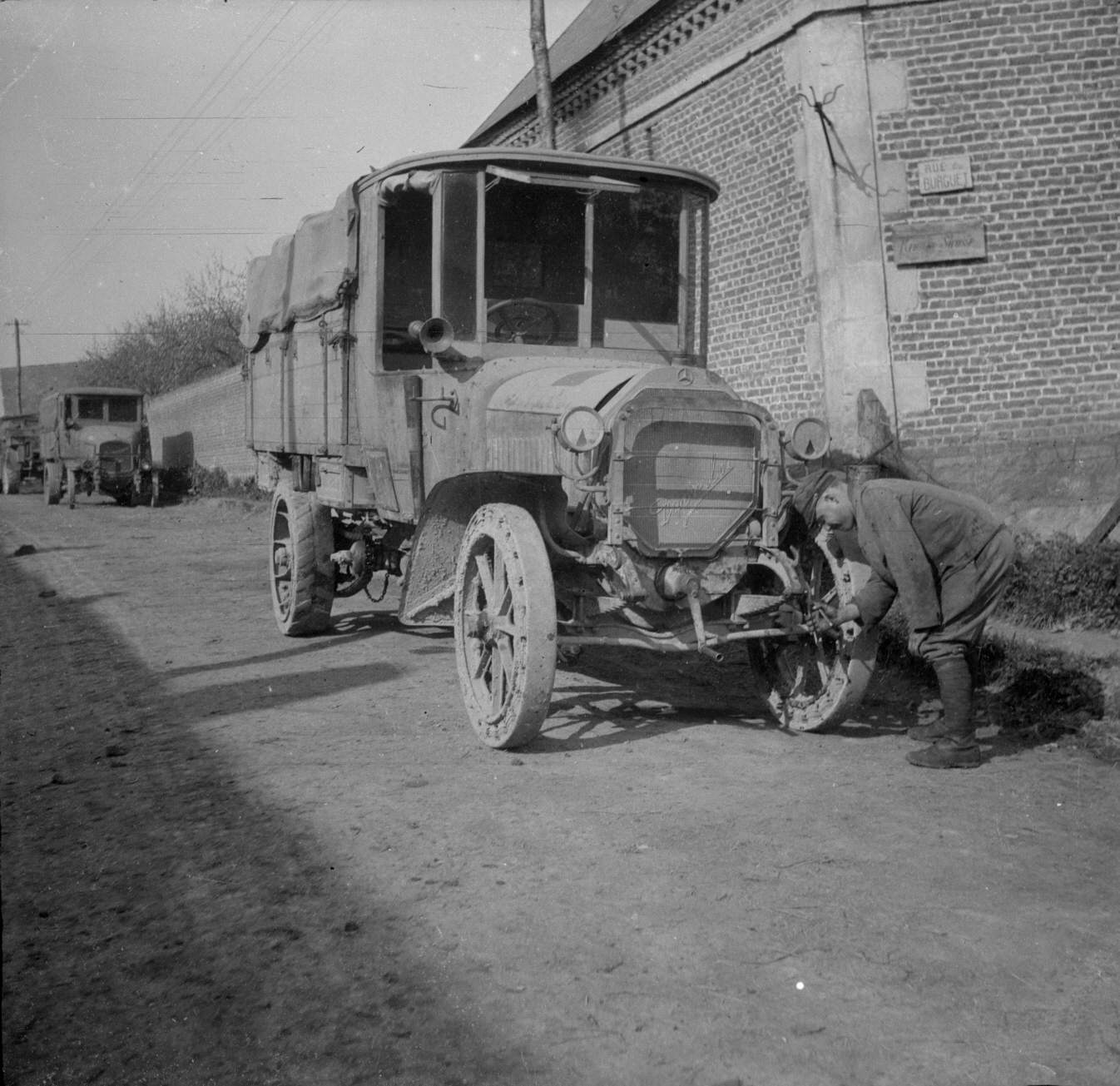
Daimler Transporter, nel 1918
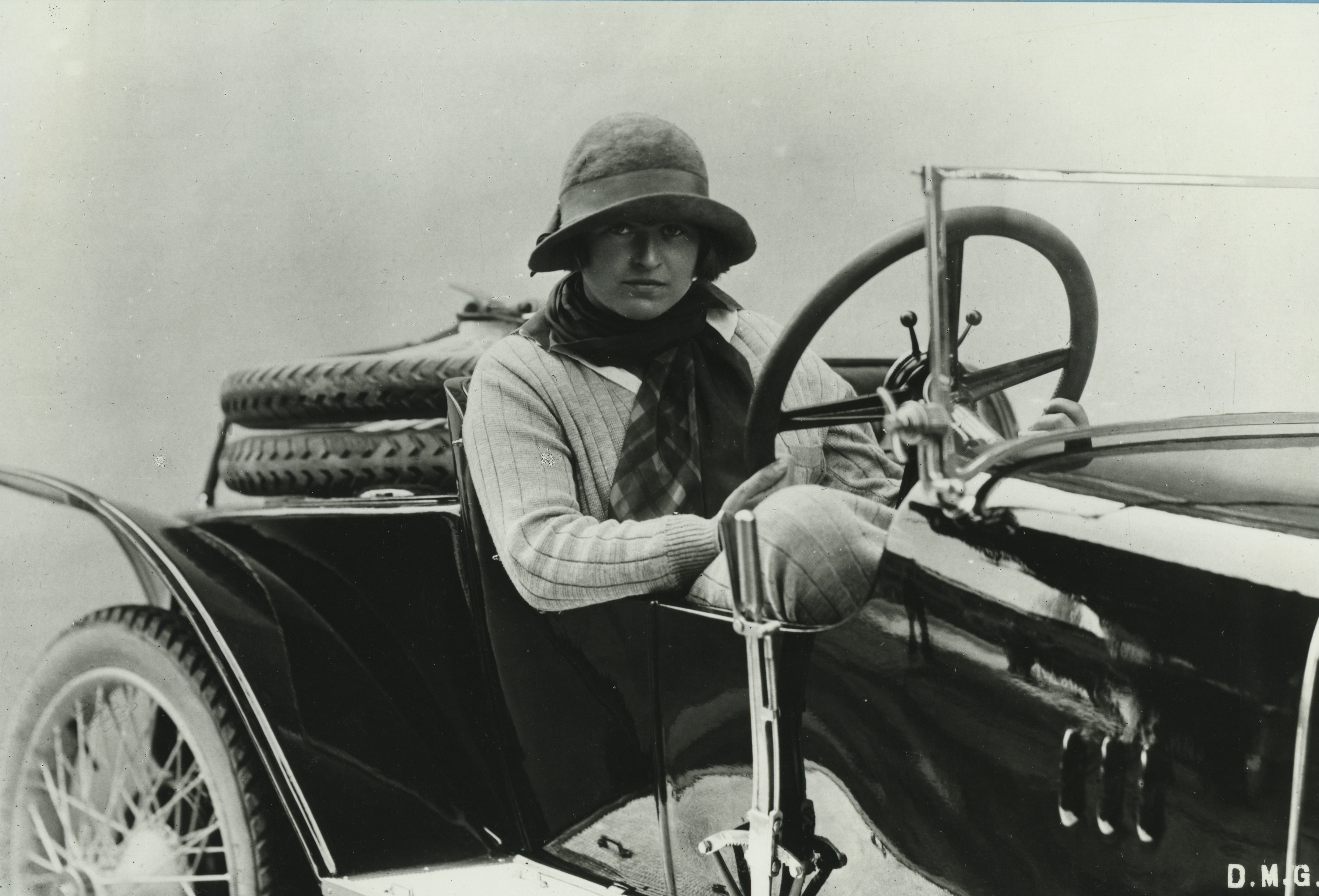
Ernes Merck in auto da corsa nel 1924
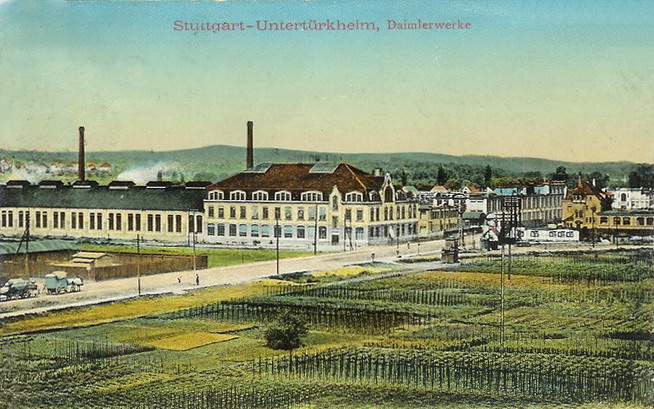
Werk Untertürkheim nel 1911
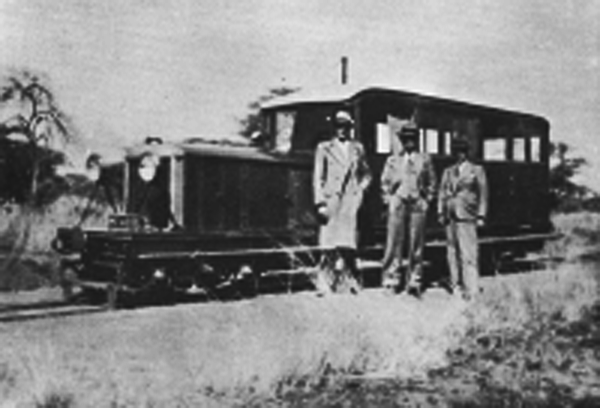
Veicolo ferroviario Diesel della Otavibahn nel 1914, raggiunse i 138 km/h